# Чернуха (Володарський район)
Чернуха (рос. Чернуха) — селище в Володарському районі Нижньогородської області Російської Федерації.
Населення становить 30 осіб. Входить до складу муніципального утворення сільрада Красна Горка.

## Історія
Від 2009 року входить до складу муніципального утворення сільрада Красна Горка.

## Населення
| 1999 | 2010 |
| ---- | ---- |
| 40   | ↘30  |